# Francis Lightfoot Lee
Francis Lightfoot Lee (ur. 14 października 1734 w Stratford Hall Plantation (Hrabstwo Westmoreland), zm. 11 stycznia 1797 w Hrabstwie Richmond) – amerykański polityk, delegat Kongresu Kontynentalnego ze stanu Wirginia, sygnatariusz Deklaracji Niepodległości Stanów Zjednoczonych.

## Życiorys
Lee Francis Lightfoot, urodził się w Stratford,  w hrabstwie Westmoreland w stanie Wirginia; realizował studia klasyczne pod okiem prywatnych nauczycieli; członek Kongresu Kontynentalnego 1775-1779; zmarł w swoim domu Menoken w hrabstwie Richmond w stanie Wirginia.